# Kapetan korvete
Kapetan korvete je viši časnički mornarički vojni čin u Hrvatskoj ratnoj mornarici. Nadređen je činu poručnika bojnog broda a podređen kapetanu fregate. U Američkoj ratnoj mornarici odgovara činu Lieutenant Commander. U Hrvatskoj vojsci odgovara mu čin bojnika.